# グラハム・ケンドリック

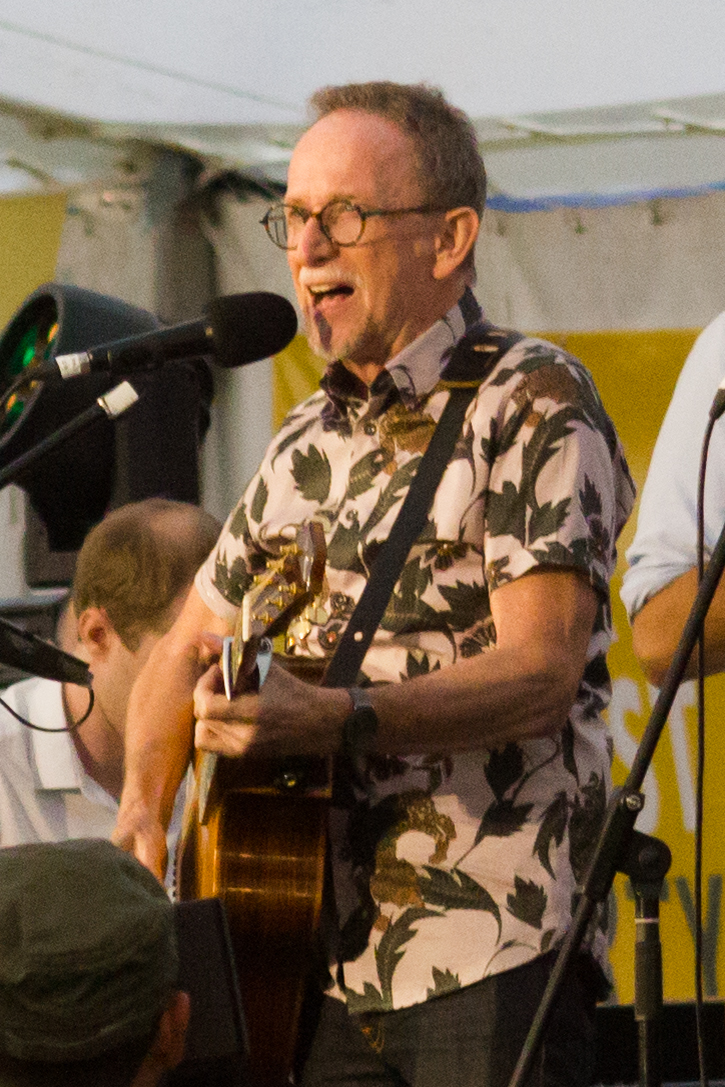
グラハム・ケンドリック(2019年)

グラハム・ケンドリック（Graham Kendrick, 1950年8月2日 - ）は、イギリス・ノーサンプトンシャー州ブリスワース出身の、多作で知られるキリスト教音楽のシンガーソングライターでありワーシップ・リーダー。
バプテスト教会の牧師の子として生まれ、エセックス州レインドン及びロンドン南西部のパトニーで育つ。現在はタンブリッジウェルズ在住で、同地の教会の会員。イチサス・クリスチャン・フェローシップのメンバーである。ロジャー・フォスター、ジェラルド・コーツ、レイン・グリーン(Lynne Green)と共に、マーチ・フォー・ジーザスの創設者となった。

## 経歴
ケンドリックのシンガーソングライターのキャリアは1960年代後半に始まった。彼の最も重要な業績は、世界中の現代クリスチャンワーシップの中で最もよく聞かれる「シャイン、ジーザス、シャイン」の作詞作曲者ということである。彼の他の歌も、イギリスのワーシッパーにとっては主要なものとして使われている。ケンドリックはマーチ・フォー・ジーザスの共同創設者である。彼の国際的な業績が評価され、1995年のダブ賞を受賞した。2000年にロンドン神学校とブルネル大学は、「教会における礼拝生活への貢献」を表彰し、彼に名誉神学博士号を授与した。
また、カナダのトロントのウィクリフ大学からも2008年に別の神学博士号を授与された。
現在はワーシップリーダー及びワーシップソングの作曲家として最もよく知られているが、ケンドリックのキャリアは、クリスチャン・ビートのグループ「真理のささやき」(Whispers of Truth、旧称はForerunners)で始まった。 後に、シンガソングライターの慣習に従い、ソロ演奏者と録音アーティストとして活動を始めた。ミュージカル・ゴスペル伝道と密接な関係があり、彼らのレコードレーベルのために何曲かを録音した。 1972年に最初の作品「海での足跡」(Footsteps on the Sea)をリリース、ギタリストのゴードン・ギルトラップと共演した。
それからしばらくの間、クライヴ・カルヴァー率いるミッションチーム「イエスの名の下」のメンバーとして参加している。1970年代後半はヨークのセント・マイケル・ル・ベルフリー教会に拠点を置き、英国のキリスト教組織・ユース・フォー・キリストと共に学生や大学の奉仕に携わった。この時にアルバム「Triumph in the Air」と「Cresta Run」をレコーディングしている。カルヴァーはユース・フォー・キリストと福音同盟の活動を続けた後、イギリスを離れてアメリカの福音派教会へ移った。一方ケンドリックは英国の教会に留まり、同世代における最も影響力のあるクリスチャンソングライターとして活動を続けた。
1989年にシングル「Let the Flame Burn Brighter」をリリースし、全英シングルチャートの55位に入った。
イギリスのバンド・デリリアス?のマーティン・スミスによって設立された慈善団体・コンパシオンアートのメンバーとなっている。
近年は「詩篇サーフィン」のコンセプトを展開している。
2020年5月、新型コロナウイルスによるロックダウン中にリリースされた65教会の礼拝歌動画コラボレーション企画であるUK Blessingに参加した。

## 評価
「シャイン、ジーザス、シャイン」は、賛美歌の人気投票では上位の常連である。ソングライター仲間で、かつてケンドリックのバンドメンバーだったスチュアート・タウンエンドは、「100年後にはケンドリックの名が、アイザック・ウォッツやチャールズ・ウェスレーと並び、英国で最も偉大な賛美歌作曲者のリストに登場することは間違いない」と述べている。対して低評価もあり、中でもジャーナリストのクエンティン・レッツは彼を「キング・オブ・ザ・ハッピー・クラッピー・バナリティー」（「お熱心、おめでたい、くだらない」の王）と表現している。

## ディスコグラフィー

### アルバム
- Footsteps on the Sea (Key Records) 1971
- Bright Side Up (Key Records) 1972
- Paid on the Nail (Key Records) 1974
- Breaking of the Dawn (Dovetail) 1976
- Fighter (Dovetail) 1978
- Jesus Stand Among Us (Dovetail) 1979
- Triumph in the Air (Glenmore Music) 1980
- 18 Classics (Kingsway) 1981
- Cresta Run (Kingsway) 1981
- The King Is Among Us (Kingsway) 1981
- Nightwatch (Kingsway) 1983 - cassette only release
- The Blame (Kingsway) 1983
- Let God Arise (Kingsway) 1984
- Magnificent Warrior (Kingsway) 1985
- Make Way for the King of Kings: A Carnival of Praise (Kingsway) 1986
- Make Way for Jesus: Shine Jesus Shine (Make Way Music) 1988
- Make Way for Christmas: The Gift (Make Way Music) 1988
- Make Way for the Cross: Let the Flame Burn Brighter (Make Way Music) 1989
- We Believe (Star Song) 1989
- Amazing Love (Integrity's Hosanna! Music) 1990
- Crown Him (Integrity's Hosanna! Music) 1991
- King of the Nations (Word UK) 1992
- Crown Him: The Worship Musical (Word UK) 1992
- Spark to a Flame (Megaphone/Word UK) 1993
- Rumours of Angels (Megaphone/Alliance) 1994
- Is Anyone Thirsty? (Megaphone/Alliance) 1995
- Illuminations (Megaphone/Alliance) 1996
- No More Walls (Make Way Music/Alliance) 1997
- The Millennium Chorus (Millennium Chorus Ltd) 2000
- What Grace (Make Way Music/Furious!) 2001
- Do Something Beautiful (Make Way Music/Furious!) 2003
- Sacred Journey (Make Way Music/Furious!) 2004
- USA Live Worship (Make Way Music) 2005
- Out of the Ordinary (Make Way Music/Furious!) 2006
- Dreaming of a Holy Night (Make Way Music/Furious!) 2007
- The Acoustic Gospels (Make Way Music) 2010
- Banquet (Make Way Music) 2011
- Worship Duets (Make Way Music) 2013
- Keep the Banner Flying High (Make Way Music) 2018

### シングル
- "Let the Flame Burn Brighter" (single) (Make Way Music) 1989

### EP盤
- No Scenes of Stately Majesty (E.P; Megaphone/Alliance) 1998

### 作品集
- The Easter Collection (Make Way Music/World Wide Worship) 2001
- Rumours of Angels / The Gift Double CD (Make Way Music/Furious!) 2001
- The Prayer Song Collection (Make Way Music/World Wide Worship) 2002
- The Psalm Collection (Make Way Music/World Wide Worship) 2002

## 著作
- グラハム・ケンドリック著 Worship (Eastbourne: Kingsway, 1984)
- グラハム・ケンドリック編 Ten Worshipping Churches (London: Marc Europe, 1987)
- グラハム・ケンドリック、ジェラルド・コーツ、ロジャー・フォスター、レイン・グリーン、キャサリン・ブッチャー共著 March for Jesus (Eastbourne: Kingsway, 1992)
- グラハム・ケンドリック著 Public Praise (Altamonte Springs: Creation House, 1992)
- グラハム・ケンドリック、クライブ・プライス共著 Behind the Songs (Stowmarket: Kevin Mayhew Ltd, 2001)